# Protesilaus protesilaus
Espèce
Protesilaus protesilaus est une espèce d'insectes lépidoptères (papillons) de la famille des Papilionidae, de la sous-famille des Papilioninae et du genre Protesilaus.

## Taxonomie
Protesilaus protesilaus a été décrit par Carl von Linné en 1758 sous le nom de Papilio protesilaus.
Synonyme : Eurytides protesilaus.

### Sous-espèces
- Protesilaus protesilaus protesilaus ; présent  en Bolivie, au Venezuela, au Brésil et au Pérou.
- Protesilaus protesilaus archesilaus (C. & R. Felder, 1865) ; présent en Colombie et au Pérou.
- Protesilaus protesilaus dariensis (Rothschild & Jordan, 1906) ; présent au Costa Rica et à Panama.
- Protesilaus protesilaus nigricornis (Staudinger, 1884) ; présent au Paraguay et au Brésil[1].

### Noms vernaculaires
Il se nomme Zebra Swallowtail en anglais et Zebraschwalbenschwanz en allemand.

## Description

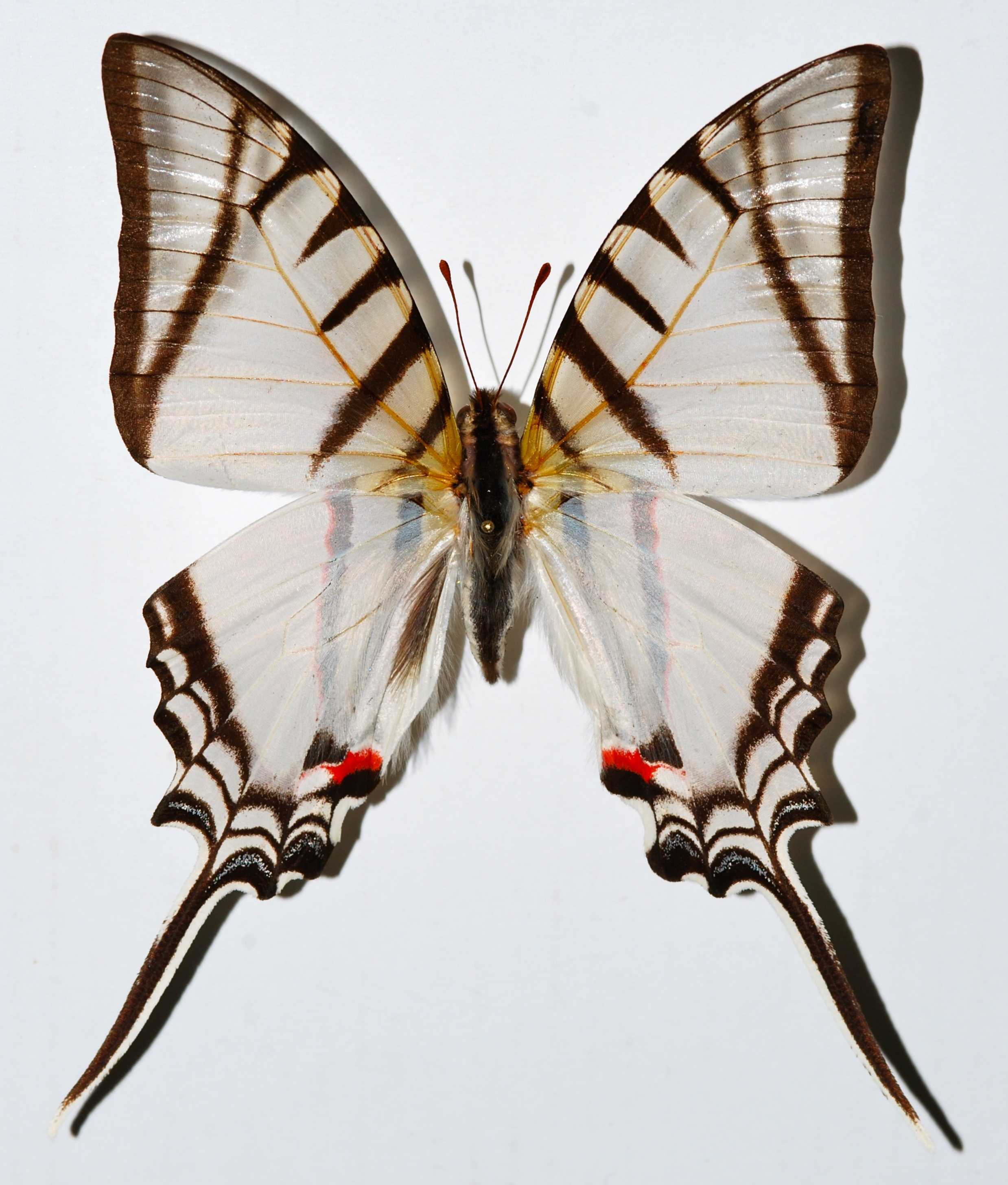
Protesilaus protesilaus (Satipo, Pérou).

Protesilaus protesilaus est un grand papillon blanc d'une envergure de 80 mm à 85 mm aux antérieures rayées de façon incomplète de marron, bordée d'une double ligne marron, caractérisé par, sur chaque aile postérieure blanche bordée de marron une très grande queue et une lunule rouge en position anale,.

## Biologie

### Plantes hôtes
Les plantes hôtes de sa chenille sont des Annona.

## Écologie et distribution
Il est présent au Mexique, au Costa Rica et à Panama, sur les côtes nord et ouest de l'Amérique du Sud, en Guyane, Guyana, au Surinam,en Bolivie, au Venezuela, au Pérou ainsi qu'au Brésil.

### Protection
Pas de statut de protection particulier.